# Leucopogon xerampelinus
Leucopogon xerampelinus är en ljungväxtart som beskrevs av De Lange, Heenan och M.I.Dawson. Leucopogon xerampelinus ingår i släktet Leucopogon och familjen ljungväxter. Inga underarter finns listade i Catalogue of Life.